# Villa Unión, Santiago del Estero
Villa Unión är en kommunhuvudort i Argentina.   Den ligger i provinsen Santiago del Estero, i den centrala delen av landet, 700 km nordväst om huvudstaden Buenos Aires. Villa Unión ligger 87 meter över havet och antalet invånare är 510.
Terrängen runt Villa Unión är mycket platt. Trakten runt Villa Unión är nära nog obefolkad, med mindre än två invånare per kvadratkilometer.. Det finns inga andra samhällen i närheten.
Trakten runt Villa Unión består i huvudsak av gräsmarker.